# Mesembryanthemum dimorphum
Mesembryanthemum dimorphum är en isörtsväxtart som beskrevs av Friedrich Welwitsch och Oliver. Mesembryanthemum dimorphum ingår i Isörtssläktet som ingår i familjen isörtsväxter. Inga underarter finns listade i Catalogue of Life.